# Moschato
Moschato (Grieks: Μοσχάτο, vóór 1957 Μπλάσδο - Blasdo) is een dorp in  de gemeente Limni Plastira, Karditsa, Thessalië, Griekenland. In 2011 had Moschato 378 inwoners. Het ligt ten oosten van het Plastiras-meer, 4 km ten zuidwesten van Mitropoli en 12 km ten zuidwesten van Karditsa.

## Inwoners
| Jaar | Inwoners |
| ---- | -------- |
| 2001 | 576      |
| 2011 | 428      |